# Rimokatolička Crkva u Azerbajdžanu
Rimokatolička Crkva u Azerbajdžanu dio je svjetske Rimokatoličke Crkve. Ovo je katolička vjerska zajednica u Azerbajdžanu u punom zajedništvu s papom, trenutno Franjom (stanje 17. listopada 2016.).

## Povijest
U ovoj islamiziranoj zemlji, rimokatoličke misije su držali od 14. stoljeća dominikanci, kapucini, augustinci i isusovci. Djelovanjem Bartula, dominikanskog misionara iz Bologne u 14. i 15. st., dalo je ploda. 28 naselja u Nahičevanu prešlo je na rimokatoličanstvo. Usprkos teških odnosa i pritisaka Armenske apostolske Crkve, rimokatoličanstvo je ondje preživjelo preko tri stoljeća, nakon čega je uslijedio pad i do 1800-ih više nije bilo vjernika.
Dolazak ruske vlasti stvorio je povoljnije okružje po kršćane. Postalo je omiljeno odredište raznim kršćanskim denominacijama. Rimokatolike su zastupali Poljaci koji se doseljavaju u Bakuu i Şamaxı sredinom 19. stoljeća, zatim Ukrajinci, gruzijski katolici, armenski katolici te zapadni Europljani koji su se trajno nastanili u Bakuu. 
Od 1880-ih svećenika koji poslužuje selo asirskih kaldejskih kršćana Siyaqut zaređuje rimokatolički biskup.
U Bakuu je postojala crkva crkva Bezgrješnog Začeća Blažene Djevice Marije. Staljin je zapovijedio srušiti tu crkvu 1931. godine. Građevina više ne postoji.
Početkom 20. stoljeća u Bakuu je bila mala zajednica Poljaka, Nijemaca i ruskih useljenika za čije je potrebe bila sagrađena ta crkva 1912. godine. Druga je sagrađena u Qusaru, gdje je bio stožer poljske regimente. Godine 1917. rimokatolička zajednica imala je 2500 ljudi. Ranih 1930-oj po zapovijedi staljinističke vlasti, smaknut je jedini svećenik ove male zajednice Stefan Demurov. Godine 1931. komunističke vlasti demolirale su crkvu.
Danas je 570 mjesnih rimokatolika u Azerbajdžanu (stanje 2016.). Azerbajdžan u potpunosti pokriva jedna apostolska prefektura od 2011. goodine. Posluže ju sedmorica salezijanaca i još dvojica fratara. Pored njih ovdje djeluje misija Misionarka ljubavi.

## Vanjske poveznice
- Katolička Crkva u Azerbajdžanu (azer.) (engl.) (rus.)